# Ludwików (powiat opolski)
Ludwików – wieś w Polsce położona w województwie lubelskim, w powiecie opolskim, w gminie Opole Lubelskie.
W latach 1975–1998 miejscowość należała administracyjnie do województwa lubelskiego.
Wieś stanowi sołectwo w gminie Opole Lubelskie. Według Narodowego Spisu Powszechnego z roku 2011 wieś liczyła 178 mieszkańców.